# Loiri Porto San Paolo
Loiri Porto San Paolo – miejscowość i gmina we Włoszech, w regionie Sardynia, w prowincji Sassari. Graniczy z Monti, Olbia, Padru i San Teodoro.
Według danych na rok 2021 gminę zamieszkiwało 3551 osób, 26,96 os./km².